# Grimston (Norfolk)
 (juillet 2023).
Pour les articles homonymes, voir Grimston.
Grimston est une paroisse civile et un village du Norfolk, en Angleterre.